# ヘンリー・プリティー (第4代ダナリー男爵)
第4代ダナリー男爵ヘンリー・オキャラハン・プリティー（Henry O'Callaghan Prittie, 4th Baron Dunalley、1851年3月21日 – 1927年8月5日）は、アイルランド貴族。保守党に属し、アイルランド貴族代表議員、ティペラリー統監を務めた。

## 生涯
第3代ダナリー男爵ヘンリー・プリティーと妻アンナ・マリア・ルイーザ（1811年12月12日 – 1867年7月6日、初代リズモア子爵コーネリアス・オキャラハンの娘）の息子として、1851年3月21日にダブリンのドーソン・ストリートで生まれた。ハーロー校を経て、1870年7月9日にケンブリッジ大学トリニティ・カレッジに入学、1873年にB.A.の学位を修得した。1872年9月11日に少尉としてライフル・ブリゲードに入隊、中尉への昇進を経て1877年2月に辞任した。
1883年、ティペラリー県長官を務めた。1885年9月10日に父が死去すると、ダナリー男爵位を継承した。1891年10月9日にアイルランド貴族代表議員に選出され、1927年に死去するまで務めた。貴族院では保守党に属した。1905年5月15日にティペラリー統監に就任、1922年に同職が廃止されるまで務めた。1908年7月26日、ロイヤル・アイリッシュ連隊第3大隊の名誉隊長に就任した。
1927年8月5日に死去、息子ヘンリー・コーネリアス・オキャラハンが爵位を継承した。

## 家族
1876年8月22日、メアリー・フランシス・ファーマー（Mary Frances Farmer、1929年5月18日没、レジナルド・オンズロー・ファーマーの娘）と結婚、2男4女をもうけたが、うち3女が夭折した。
- ヘンリー・コーネリアス・オキャラハン（1877年7月19日 – 1948年5月3日） - 第5代ダナリー男爵[1][8]
- モード・ジェラルディン・アン（1879年9月2日 – 1880年5月19日[10]）
- フランシス・レジナルド・デニス（1880年10月15日 – 1914年12月19日） - 第一次世界大戦で戦死[10]
- キャスリーン・エヴェリルダ（Kathleen Everilda、1882年4月13日 – 1910年4月27日） - 生涯未婚[10]
- メアリー[10]（1885年1月22日 – 1885年1月24日[9]）
- アイリーン・ローズ（1887年4月24日 – 1887年11月2日[10]）